# Rétxitsa (Smolensk)
|  | Per a altres significats, vegeu «Rétxitsa». |

Rétxitsa - Речица (rus) - és un poble de l'óblast de Smolensk, a Rússia, que el 2007 tenia 7 habitants.